# Hohentwiel
Hohentwiel är en slocknad vulkan i Hegau i Baden-Württemberg i Tyskland. Vulkanen ligger ungefär 30 km från Bodensjön vid staden Singen.
Hohentwiel bildades tillsammans med ett antal andra vulkaner i Hegau för cirka 7-8 miljoner år sedan.
På toppen av Hohentwiel ligger ruinerna av en fästning som började byggas år 914 av sten från berget av Burchard III av Schwaben. Antagligen låg klostret St. Georg inuti fästningen, men under 1005 flyttade man det till Stein am Rhein (i dagens Schweiz) och den swabiske hertigen tappade kontrollen över Hohentwiel.
Senare under medeltiden höll adelsfamiljerna von Singen-Twiel (1100- och 1200-talet), von Klingen (till 1300) och von Klingenberg (till 1521) till här. Under 1521 gick den vidare till Hertig Ulrich von Württemberg som utvecklade Hohentwiel till en av de starkaste fästningarna i sitt hertigdöme. Fästningen stod emot fem kejserliga belägringar under Trettioåriga kriget. Under 1700-talet fungerade Hohentwiel som ett fängelse i Württemberg. Fästningen blev förstörd 1800 efter att fransmännen gav den ifrån sig. Idag är den tidigare fästningen en av de största slottsruinerna i Tyskland.